# 31098 Frankhill
31098 Frankhill è un asteroide areosecante. Scoperto nel 1997, presenta un'orbita caratterizzata da un semiasse maggiore pari a 2,2927595 UA e da un'eccentricità di 0,2829041, inclinata di 22,52098° rispetto all'eclittica.